# 9 рота (фільм)
«Дев'ята рота» (рос. 9 рота, англ. The 9th Company) — російський художній фільм 2005 року спільного виробництва України та Росії. Фільм розповідає про радянських військових, які у 1980-х потрапляють в Афганістан брати участь на війні в Афганістані.
Фільм вийшов у широкий прокат в Україні та Росії 29 вересня 2005 року. 2006 року фільм висунули національним претендентом від Росії на номінацію премії «Оскар» в категорії «Найкращий фільм іноземною мовою», але фільм не потрапив до короткого списку фільмів, які продовжили «оскарівські» змагання у цій номінації.
У фільмі присутні акти українофобії. З 31 листопада 2014 року фільм заборонений до показу в Україні, після потрапляння актора фільму Михайла Пореченкова до Переліку митців-українофобів, які створюють загрозу нацбезпеці України[⇨].

## Сюжет
1988 року новобранці на прізвиська Чугун, Лютий, Воробей, Джоконда, Стас, Ряба та Піночет призвані до рядів Збройних сил СРСР. У навчальній частині їх командиром стає старший прапорщик Дигало, доля якого скалічена війною. Після кількох місяців навчального курсу усі призовники (крім Ряби та Піночета) потрапляють у горнило афганської кампанії — 9 роту 345-го окремого гвардійського парашутно-десантного полку, де вже служать Афанасій, Хохол та Курбаші. Група Повітряно-десантних військ отримує завдання зайняти висоту і тримати її до проходження колони, яка йде по ланцюгу віддалених гарнізонів для доставки продовольства та боєприпасів у провінцію Хост. У цей час радянське керівництво вирішує вивести війська з Афганістану і відкликає колону назад. Але у метушні виведення величезних сил командування забуло про 9 роту, залишаючи їх наодинці з численним ворогом. Майже повністю склад роти гине у бою.
Врозріз з історичною достовірністю, в ході бою в живих залишається тільки Олег Лютаєв «Лютий», хоча його психологічний стан був серйозно підірваний. З його слів пізнається, що після Афганістану навчальну частину на афганському кордоні переводять під Тулу, де через рік Дигало помирає від інсульту під час нічного марш-кидка, а повія учбовки Білосніжка (кожен призов проводив з нею ніч перед відправкою) залишається з матір'ю та іншими російськими сім'ями в залишеному військовому містечку, що перебуває при учбовці, де й зникає. І незважаючи на політичний провал Афганської кампанії, 9-та рота виграла свою війну.

## У ролях
- Артур Смольянінов — Рядовий/молодший сержант Олег Лютаєв «Лютий»
- Олексій Чадов — Рядовий Володимир Воробйов «Воробей»
- Костянтин Крюков — Рядовий Руслан Петровський «Джоконда»
- Іван Кокорін — Рядовий Чугайнов «Чугун»
- Михайло Євланов — Рядовий Рябоконь «Ряба»
- Артем Михалков — Рядовий Сергій Стасенко «Стас»
- Сослан Фідаров — Рядовий Бекбулатов «Піночет»
- Іван Ніколаєв — Сірий
- Михайло Пореченков — старший прапорщик Олександр Дигало
- Федір Бондарчук — прапорщик Сергій Погребняк «Хохол»
- Дмитро Мухамадєєв — «Афанасій», сержант
- Ірина Рахманова — «Білосніжка»
- Амаду Мамадаков — старший сержант Курбангалієв «Курбаші», «Медицина»
- Олександр Шейн — «Патефон»
- Олексій Кравченко — капітан Бистров «Кохраман» (афганське прізвисько «Злий велетень»)
- Олександр Баширов — «Помідор», прапорщик
- Михайло Єфремов — дембель-надстроковик, старшина
- Станіслав Говорухін — полковник, командир полку в учбовці
- Андрій Краско — полковник, командир полку в Афганістані
- Олександр Ликов — майор, сапер-інструктор
- Олексій Серебряков — капітан-розвідник
- Олесь Каціон — «Михей»
- Карен Мартиросян — Ашот
- Марат Гудієв — Ахмет, моджахед
- Олександр Кучеренко — перукар
- Світлана Іванова — Оля, дівчина «Воробея»
- Михайло Владимиров — механік-водій БМП

## Знімальна група

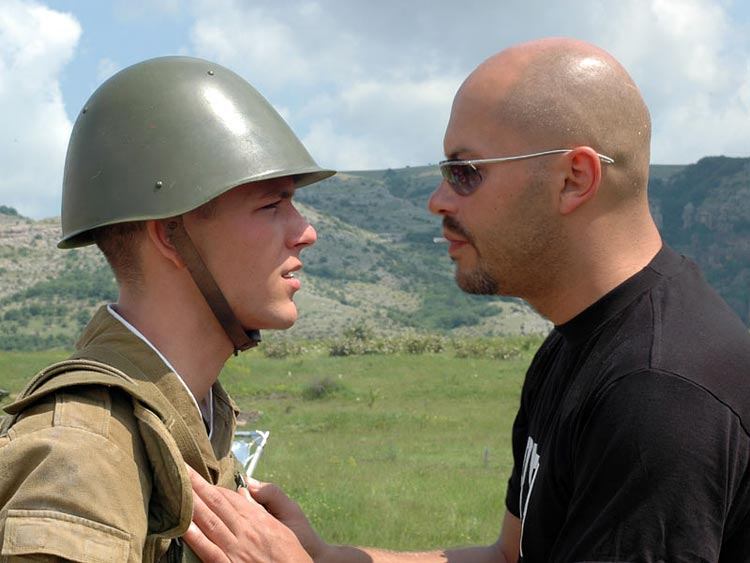
Федор Бондарчук та Костянтин Крюков (2003)

- Режисер-постановник: Федір Бондарчук
- Автор сценарію: Юрій Коротков
- Головний оператор: Максим Осадчий
- Головний художник: Григорій Пушкін
- Художники-постановники: Олександр Стройло, Жанна Пахомова
- Бутафорія: Сергій Булавін
- Художники по костюмах: Надія Баландіна, Ірина Ульянова, Айгуль Хабірова
- Художник-гример: Дмитро Кирилов
- Звукорежисер: Кирило Василенко
- Композитори: Дато Евгенідзе, Іван Бурляєв
- Виконавчі продюсери: Андрій Хватков, Віктор Глухов, Степан Міхалков, Илкка Матіла
- Продюсери: Олена Яцура, Сергій Мелькумов, Федір Бондарчук, Дмитро Рудовський, Олександр Роднянський, Володимир Оселедчик, Микола Шевченко

## Виробництво та прокат
Планувалося, що фільмування займе 80 знімальних днів, але врешті зайняло 120 днів. За словами режисера, завдяки українській армії він зміг зробити «9 роту» такою, яка вона є: «вся техніка була справжньою, масовка — солдати строкової служби, а декоратори — український будбат». Кошторис фільму склав $9,0 млн.
Фільм вийшов у широкий прокат в Україні та Росії 29 вересня 2005 року. Зібрав у всьому світі $26,1 млн, в Україні — зібрав $1,99 млн.

## Премії та глядацьке визнання
Кінофільм був відзначений на наступних конкурсах і фестивалях:.
- Найкращий ігровий фільм — Кінопремія «Золотий овен», 2005 рік
- Найкращий режисерський дебют — Кінопремія «Золотий овен», 2005 рік
- Найкращий операторська робота — Кінопремія «Золотий овен», 2005 рік
- Найкраща жіноча роль другого плану — Кінопремія «Золотий овен», 2005 рік
- Найкращий музика до фільму — Кінопремія «Золотий овен», 2005 рік
- Приз глядацьких симпатій — Кінопремія «Золотий овен», 2005 рік
- Найкращий ігровий фільм за результатами відкритого інтернет-голосування — Кінопремія «Золотий овен», 2005 рік
- Найкращий ігровий фільм — Золотий орел, 2005 рік.
- Найкраща операторська робота — Золотий орел, 2005 рік.
- Найкраща музика до фільму — Золотий орел, 2005 рік.
- Найкраща робота звукорежисера — Золотий орел, 2005 рік.
- Найкращий ігровий фільм — «Ніка», 2005 рік.
- Найкраща робота звукорежисера — «Ніка», 2005 рік.
- Найкраща музика до фільму — «Ніка», 2005 рік.
- Найкраща чоловіча роль — «MTV Russia Movie Awards» 2006 рік.
- Найкращий акторський ансамбль — «MTV Russia Movie Awards» 2006 рік.
- Прорив року — «MTV Russia Movie Awards» 2006 рік.
- Найкраща бійка — «MTV Russia Movie Awards» 2006 рік

## Українофобія та заборона в Україні
У фільмі є акти українофобії. Федір Бондарчук, який є режисером фільму, зіграв роль прапорщика Сергія Погребняка, прізвисько якого — «Хохол».
В кінці листопада 2014 року актор фільму Михайло Пореченков здійснив незаконну поїздку в непідконтрольний Україні Донецьк, де разом з терористами ДНР стріляв ймовірно по позиціях українських військових у Донецькому аеропорту. Служба безпеки України також запідозрила актора у розстрілах мирних мешканців Донецька. Після розголосу цих подій зчинився скандал. Активісти кампанії «Бойкот російського кіно» вимагали заборонити в Україні фільми за участю Михайла Пореченкова. 31 листопада 2014 року Державне агентство України з питань кіно за поданням Міністерства культури України та Служби безпеки України скасовує дозволи на розповсюдження та показ 69-ти фільмів і телесеріалів за участю Михайла Пореченкова, серед яких і фільм «9 рота».